# Юдино (Великоустюзький район)
Ю́дино (рос. Юдино) — присілок у складі Великоустюзького району Вологодської області, Росія. Адміністративний центр Юдинського сільського поселення.

## Населення
Населення — 461 особа (2010; 424 у 2002).
Національний склад (станом на 2002 рік):
- росіяни — 97 %